# Campeonato Carioca de Futebol de 2015 - Série B
O Campeonato Carioca da Série B de 2015 foi a 38ª edição da segunda divisão do campeonato estadual de futebol profissional do Rio de Janeiro. A competição foi organizada pela Federação de Futebol do Estado do Rio de Janeiro (FERJ).

## Regulamento
Assim como em 2014, a competição teve dois turnos: a Taça Santos Dumont e a Taça Corcovado. Na primeira, os times de um grupo enfrentaram os de outro em turno único. Na segunda, elas se enfrentaram dentro da chave. Os campeões de cada turno, mais o melhor pontuador no geral, que não tenha sido campeão, fizeram o Triangular Final para decidir o campeão.

### Mudança no acesso
A FERJ propôs o acesso de até três times para a Série A de 2016. Sendo o campeão entrando na fase principal e os demais entrando em uma seletiva, que será disputada ainda em 2015. A medida foi aprovada pelos clubes da Série A em Conselho Arbitral, em 30 de janeiro. A fórmula de disputa desta seletiva será decidida em reuniões posteriores.

### Critérios de desempate
Para o desempate entre duas ou mais equipes seguiu-se a ordem definida abaixo:
1. Número de vitórias
2. Saldo de gols
3. Gols marcados
4. Número de cartões amarelos e vermelhos
5. Sorteio

## Participantes
| Equipe            | Cidade                | Em 2014       | Estádio                    | Capacidade | Títulos (Último) |
| ----------------- | --------------------- | ------------- | -------------------------- | ---------- | ---------------- |
| America           | Rio de Janeiro        | 11º           | Giulite Coutinho           | 16 000     | 1 (2009)         |
| Americano         | Campos dos Goytacazes | 10º           | Ary de Oliveira            | 15 000     | 0 (não possui)   |
| Angra dos Reis    | Angra dos Reis        | 13º           | Jair Toscano               | 5 000      | 0 (não possui)   |
| Audax Rio         | São João de Meriti    | 15º (Série A) | Moça Bonita                | 9 564      | 0 (não possui)   |
| Barcelona-RJ      | Rio de Janeiro        | 3º (Série C)  | Luso-Brasileiro            | 5 994      | 0 (não possui)   |
| Barra da Tijuca   | Rio de Janeiro        | 3º            | Moça Bonita                | 9 564      | 0 (não possui)   |
| Ceres             | Rio de Janeiro        | 9º            | João Francisco             | 3 000      | 0 (não possui)   |
| Duque de Caxias   | Duque de Caxias       | 16º (Série A) | Marrentão                  | 7 000      | 0 (não possui)   |
| Gonçalense[TAN]   | São Gonçalo           | 1º (Série C)  | Alziro de Almeida          | 900        | 0 (não possui)   |
| Goytacaz          | Campos dos Goytacazes | 5º            | Ary de Oliveira            | 15 000     | 2 (1992)         |
| Mangaratibense    | Mangaratiba           | 12º           | José Maria de Brito Barros | 1 000      | 0 (não possui)   |
| Olaria            | Rio de Janeiro        | 8º            | Rua Bariri                 | 8 300      | 3 (1983)         |
| Portuguesa-RJ     | Rio de Janeiro        | 7º            | Luso-Brasileiro            | 5 994      | 3 (2003)         |
| Queimados FC      | Queimados             | 14º           | Nivaldo Pereira            | 1 000      | 0 (não possui)   |
| Sampaio Corrêa-RJ | Saquarema             | 6º            | Lourival Gomes de Almeida  | 3 000      | 0 (não possui)   |
| São Cristóvão     | Rio de Janeiro        | 4º (Série C)  | Luso-Brasileiro            | 5 994      | 2 (1965)         |
| São Gonçalo FC    | São Gonçalo           | 2º (Série C)  | Alziro de Almeida          | 900        | 0 (não possui)   |
| São João da Barra | São João da Barra     | 4º            | Manoel José Viana de Sá    | 3 000      | 0 (não possui)   |

Notas
- TAN: ^  O Gonçalense comprou o Tanguá em 2013, porém jogou ainda com o antigo nome até a segunda fase da Série C de 2014, quando foi oficializada a troca na FERJ e na CBF. Na final da competição, "estreou" o novo nome.

## Primeiro turno (Taça Santos Dumont)

### Fase de grupos
| Pos | Time              | PG | J | V | E | D | GP | GS | SG  |
| --- | ----------------- | -- | - | - | - | - | -- | -- | --- |
| 1   | Portuguesa-RJ     | 20 | 9 | 6 | 2 | 1 | 19 | 8  | +11 |
| 2   | Americano         | 18 | 9 | 5 | 3 | 1 | 15 | 8  | +7  |
| 3   | Ceres             | 17 | 9 | 5 | 2 | 2 | 11 | 9  | +2  |
| 4   | Gonçalense        | 15 | 9 | 4 | 3 | 2 | 10 | 5  | +5  |
| 5   | Audax Rio         | 14 | 9 | 4 | 2 | 3 | 14 | 10 | +4  |
| 6   | Goytacaz          | 14 | 9 | 3 | 5 | 1 | 10 | 5  | +5  |
| 7   | Sampaio Corrêa-RJ | 14 | 9 | 3 | 5 | 1 | 14 | 12 | +2  |
| 8   | São Cristóvão     | 13 | 9 | 4 | 1 | 4 | 14 | 12 | +2  |
| 9   | São João da Barra | 8  | 9 | 2 | 2 | 5 | 10 | 13 | -3  |

| Pos | Time            | PG | J | V | E | D | GP | GS | SG  |
| --- | --------------- | -- | - | - | - | - | -- | -- | --- |
| 1   | America         | 16 | 9 | 4 | 4 | 1 | 11 | 4  | +7  |
| 2   | Angra dos Reis  | 14 | 9 | 4 | 2 | 3 | 7  | 7  | +0  |
| 3   | Olaria          | 11 | 9 | 3 | 2 | 4 | 7  | 12 | -5  |
| 4   | Barra da Tijuca | 10 | 9 | 2 | 4 | 3 | 11 | 11 | +0  |
| 5   | Queimados FC    | 10 | 9 | 2 | 4 | 3 | 12 | 16 | -4  |
| 6   | São Gonçalo FC  | 9  | 9 | 2 | 3 | 4 | 11 | 14 | -3  |
| 7   | Duque de Caxias | 9  | 9 | 2 | 3 | 4 | 9  | 13 | -4  |
| 8   | Barcelona-RJ    | 5  | 9 | 1 | 2 | 6 | 5  | 15 | -10 |
| 9   | Mangaratibense  | 1  | 9 | 0 | 1 | 8 | 9  | 25 | -16 |

### Desempenho por rodada
|         | 1   | 2   | 3   | 4   | 5   | 6   | 7   | 8   | 9   |
| Grupo A | GON | POR | POR | POR | POR | AMC | POR | POR | POR |
| Grupo B | BAR | AME | QUE | AME | AME | AME | AME | AME | AME |

|         | 1   | 2   | 3   | 4   | 5   | 6   | 7   | 8   | 9   |
| Grupo A | GOY | SJB | SCR | SCR | SCR | SCR | SCR | SJB | SJB |
| Grupo B | OLA | MAN | MAN | MAN | MAN | MAN | MAN | MAN | MAN |

### Fase final
- Em itálico, as equipes que fazem a primeira partida em casa.

|  | Semifinais     | Semifinais | Semifinais | Semifinais |   |               | Final | Final | Final | Final |
|  |                |            |            |            |   |               |       |       |       |       |
|  | Portuguesa-RJ  | 2          | 2          | 4          |   |               |       |       |       |       |
|  | Angra dos Reis | 2          | 0          | 2          |   |               |       |       |       |       |
|  | Angra dos Reis | 2          | 0          | 2          |   | Portuguesa-RJ | 3     | 5     | 8     |       |
|  |                |            |            |            |   | Portuguesa-RJ | 3     | 5     | 8     |       |
|  |                | Americano  | 4          | 1          | 5 |               |       |       |       |       |
|  | America        | Americano  | 4          | 1          | 5 | 0             | 2     | 2     |       |       |
|  | America        |            |            |            |   | 0             | 2     | 2     |       |       |
|  | Americano      | 0          | 3          | 3          |   |               |       |       |       |       |

### Premiação
| Taça Santos Dumont de 2015             |
| Rio de Janeiro                         |
| -------------------------------------- |
| Portuguesa da Ilha Campeão (1º título) |

## Segundo turno (Taça Corcovado)

### Fase de grupos
| Pos | Time              | PG | J | V | E | D | GP | GS | SG |
| --- | ----------------- | -- | - | - | - | - | -- | -- | -- |
| 1   | Portuguesa-RJ     | 20 | 8 | 6 | 2 | 0 | 16 | 7  | +9 |
| 2   | Americano         | 14 | 8 | 4 | 2 | 2 | 13 | 8  | +5 |
| 3   | Goytacaz          | 14 | 8 | 4 | 2 | 2 | 9  | 7  | +2 |
| 4   | Gonçalense        | 13 | 8 | 3 | 4 | 1 | 11 | 8  | +3 |
| 5   | Sampaio Corrêa-RJ | 12 | 8 | 3 | 3 | 2 | 9  | 7  | +2 |
| 6   | Ceres             | 7  | 8 | 1 | 4 | 3 | 6  | 11 | -5 |
| 7   | São Cristóvão     | 6  | 8 | 2 | 0 | 6 | 8  | 15 | -7 |
| 8   | São João da Barra | 6  | 8 | 1 | 3 | 4 | 4  | 7  | -3 |
| 9   | Audax Rio         | 5  | 8 | 1 | 2 | 5 | 6  | 12 | -6 |

| Pos | Time            | PG | J | V | E | D | GP | GS | SG  |
| --- | --------------- | -- | - | - | - | - | -- | -- | --- |
| 1   | Duque de Caxias | 20 | 8 | 6 | 2 | 0 | 15 | 5  | +10 |
| 2   | America         | 17 | 8 | 5 | 2 | 1 | 14 | 4  | +10 |
| 3   | Olaria          | 15 | 8 | 5 | 0 | 3 | 17 | 9  | +8  |
| 4   | Queimados FC    | 15 | 8 | 4 | 3 | 1 | 12 | 2  | +10 |
| 5   | Angra dos Reis  | 12 | 8 | 3 | 3 | 2 | 12 | 8  | +4  |
| 6   | São Gonçalo FC  | 10 | 8 | 3 | 1 | 4 | 10 | 15 | -5  |
| 7   | Barra da Tijuca | 8  | 8 | 2 | 2 | 4 | 10 | 12 | -2  |
| 8   | Barcelona-RJ    | 4  | 8 | 1 | 1 | 6 | 6  | 17 | -11 |
| 9   | Mangaratibense  | 0  | 8 | 0 | 0 | 8 | 0  | 24 | -24 |

### Desempenho por rodada
|         | 1   | 2   | 3   | 4   | 5   | 6   | 7   | 8   |
| Grupo A | POR | POR | POR | AMC | POR | POR | POR | POR |
| Grupo B | OLA | OLA | OLA | AME | OLA | AME | AME | DCA |

|         | 1   | 2   | 3   | 4   | 5   | 6   | 7   | 8   |
| Grupo A | SJB | SCO | AUD | AUD | AUD | CER | AUD | AUD |
| Grupo B | MAN | MAN | MAN | MAN | MAN | MAN | MAN | MAN |

### Fase final
|  | Semifinais      | Semifinais | Semifinais | Semifinais |   |               | Final | Final | Final | Final |
|  |                 |            |            |            |   |               |       |       |       |       |
|  | Portuguesa-RJ   | 2          | 1          | 3          |   |               |       |       |       |       |
|  | America         | 2          | 0          | 2          |   |               |       |       |       |       |
|  | America         | 2          | 0          | 2          |   | Portuguesa-RJ | 1     | 1     | 2     |       |
|  |                 |            |            |            |   | Portuguesa-RJ | 1     | 1     | 2     |       |
|  |                 | Americano  | 1          | 2          | 3 |               |       |       |       |       |
|  | Duque de Caxias | Americano  | 1          | 2          | 3 | 0             | 2     | 2 (3) |       |       |
|  | Duque de Caxias |            |            |            |   | 0             | 2     | 2 (3) |       |       |
|  | Americano (pen) | 2          | 0          | 2 (4)      |   |               |       |       |       |       |

### Premiação
| Taça Corcovado de 2015            |
| Bandeira de Campos dos Goytacazes |
| --------------------------------- |
| Americano Campeão (1º título)     |

## Turno final
O turno final será disputado pelos clubes campeões da Taça Santos Dumont e da Taça Corcovado (que entram neste triangular com um ponto extra cada) — Portuguesa-RJ e Americano, respectivamente — e pelo clube com a melhor pontuação das fases classificatórias (excluídos os campeões anteriormente mencionados), America. Se o mesmo clube tivesse vencido as duas Taças, o que não aconteceu, não haveria o turno final.

### Classificação
| Pos | Time          | PG | J | V | E | D | GP | GS | SG |
| --- | ------------- | -- | - | - | - | - | -- | -- | -- |
| 1   | America       | 10 | 4 | 3 | 1 | 0 | 8  | 3  | +5 |
| 2   | Portuguesa-RJ | 5  | 4 | 1 | 1 | 2 | 5  | 8  | -3 |
| 3   | Americano     | 4  | 4 | 1 | 0 | 3 | 4  | 6  | -2 |

|               | AME | AMC | POR |
| ------------- | --- | --- | --- |
| America       | –   | 2–0 | 2–2 |
| Americano     | 0–2 | –   | 4–1 |
| Portuguesa-RJ | 1–2 | 1–0 | –   |

### Premiação
| Campeonato Carioca de 2015 Série B |
| Rio de Janeiro                     |
| ---------------------------------- |
| América do Rio Campeão (2º título) |

## Torneio Capital
O Torneio Capital é o torneio envolvendo as partidas entre si dos times do Grande Rio durante a realização da Taça Santos Dumont e a Taça Corcovado, não contam partidas semifinais ou final de turno, nem do turno final.
| Pos | Time            | PG | J | V | E | D | GP | GS | SG  |
| --- | --------------- | -- | - | - | - | - | -- | -- | --- |
| 1   | Portuguesa-RJ   | 22 | 9 | 7 | 1 | 1 | 22 | 9  | +13 |
| 2   | America         | 20 | 9 | 6 | 2 | 1 | 19 | 7  | +12 |
| 3   | Duque de Caxias | 15 | 9 | 4 | 3 | 2 | 11 | 10 | +1  |
| 4   | Olaria          | 13 | 9 | 4 | 1 | 4 | 15 | 12 | +3  |
| 5   | São Cristóvão   | 13 | 9 | 4 | 1 | 4 | 14 | 14 | +0  |
| 6   | Ceres           | 12 | 9 | 3 | 3 | 3 | 9  | 12 | -3  |
| 7   | Queimados FC    | 10 | 9 | 2 | 4 | 3 | 9  | 12 | -3  |
| 8   | Audax Rio       | 8  | 9 | 2 | 3 | 4 | 9  | 11 | -2  |
| 9   | Barra da Tijuca | 6  | 9 | 1 | 3 | 5 | 8  | 14 | -6  |
| 10  | Barcelona-RJ    | 4  | 9 | 1 | 1 | 7 | 5  | 20 | -15 |

|                 | AUD | AME | BAR | BTJ | CER | DCA | OLA | POR | QUE | SCR |
| --------------- | --- | --- | --- | --- | --- | --- | --- | --- | --- | --- |
| Audax Rio       | —   | 2–2 |     |     | 1-1 |     |     |     | 2–3 |     |
| America         |     | —   |     |     | 3–0 | 0-0 | 3-2 | 2–1 |     |     |
| Barcelona-RJ    | 0–3 | 0-4 | —   |     | 0–1 |     | 0-4 |     |     |     |
| Barra da Tijuca | 0–0 | 1-2 | 1-0 | —   |     |     |     |     |     | 2–3 |
| Ceres           |     |     |     | 1–1 | —   |     | 1–0 |     |     |     |
| Duque de Caxias | 0–1 |     | 3-2 | 2-1 | 1–1 | —   |     | 0–2 | 1-1 |     |
| Olaria          | 1–0 |     |     | 4-1 |     | 1-2 | —   |     | 1-0 | 2–2 |
| Portuguesa-RJ   | 3-0 |     | 3–1 | 2–1 | 3-1 |     | 3–0 | —   |     | 2-1 |
| Queimados FC    |     | 1-0 | 0-0 | 0-0 | 1–2 |     |     | 3–3 | —   |     |
| São Cristóvão   | 0-1 | 0–3 | 1–2 |     | 2-1 | 1–2 |     |     | 3–0 | —   |

Legenda: SD → Taça Santos Dumont / C → Taça Corcovado

### Premiação
| Torneio Capital de 2015                |
| Rio de Janeiro                         |
| -------------------------------------- |
| Portuguesa da Ilha Campeão (1º título) |

## Torneio Interior
O Torneio Interior é parecido com o Torneio Capital, envolve os jogos dos times do interior do Rio de Janeiro durante a Taça Santos Dumont e a Taça Corcovado, não sendo consideradas partidas semifinais, final ou do turno final.
| Pos | Time              | PG | J | V | E | D | GP | GS | SG  |
| --- | ----------------- | -- | - | - | - | - | -- | -- | --- |
| 1   | Sampaio Corrêa-RJ | 12 | 7 | 3 | 3 | 1 | 10 | 7  | +3  |
| 2   | Goytacaz          | 12 | 7 | 3 | 3 | 1 | 10 | 7  | +3  |
| 3   | Americano         | 12 | 7 | 3 | 3 | 1 | 11 | 9  | +2  |
| 4   | Angra dos Reis    | 11 | 7 | 3 | 2 | 2 | 9  | 7  | +2  |
| 5   | São Gonçalo FC    | 10 | 7 | 2 | 4 | 1 | 13 | 11 | +2  |
| 6   | Gonçalense        | 9  | 7 | 2 | 3 | 2 | 7  | 6  | +1  |
| 7   | São João da Barra | 7  | 7 | 2 | 1 | 4 | 5  | 6  | -1  |
| 8   | Mangaratibense    | 1  | 7 | 0 | 1 | 6 | 6  | 18 | -12 |

|                   | AMR | ANG | GON | GOY | MAN | SAM | SGO | SJB |
| ----------------- | --- | --- | --- | --- | --- | --- | --- | --- |
| Americano         | —   |     |     | 2–2 | 3–2 |     | 2–2 | 1-0 |
| Angra dos Reis    | 0–1 | —   | 2–1 | 1–1 | 3-0 |     |     |     |
| Gonçalense        | 1-1 |     | —   | 2-0 |     |     |     | 0-0 |
| Goytacaz          |     |     |     | —   |     | 1-0 |     |     |
| Mangaratibense    |     |     | 1–2 | 1–4 | —   | 1–1 | 0-3 |     |
| Sampaio Corrêa-RJ | 2-1 | 2–0 | 1-1 |     |     | —   |     | 1-0 |
| São Gonçalo FC    |     | 2-2 | 1–0 | 1–1 |     | 3–3 | —   |     |
| São João da Barra |     | 0–1 |     | 0-1 | 2–1 |     | 3–1 | —   |

Legenda: SD → Taça Santos Dumont / C → Taça Corcovado

### Premiação
| Torneio Interior de 2015           |
| ---------------------------------- |
| Saquarema                          |
| Sampaio Corrêa Campeão (1º título) |

## Público
Esses são os três maiores públicos do Campeonato:
| Nº | Público | Mandante   | Placar | Visitante | Estádio                 | Data       |
| -- | ------- | ---------- | ------ | --------- | ----------------------- | ---------- |
| 1  | 5.500   | Americano  | 2–2    | Goytacaz  | Estádio Aryzão          | 30 de maio |
| 2  | 2.001   | Americano  | 0–2    | America   | Estádio Aryzão          | 8 de julho |
| 3  | 1.500   | Portuguesa | 5–1    | Americano | Estádio Luso Brasileiro | 2 de maio  |

## Classificação geral
Para a definição da classificação geral, não excluem-se os pontos obtidos nas fases semifinal e final de cada turno. Ao final do campeonato, o campeão, o vice-campeão e o terceiro colocado ocuparão as três primeiras colocações independente do número de pontos.
| Pos | Time                 | Pts | J  | V  | E | D  | GP | GC | SG  |
| --- | -------------------- | --- | -- | -- | - | -- | -- | -- | --- |
| 1   | America              | 45  | 25 | 12 | 9 | 4  | 37 | 17 | +20 |
|     |                      |     |    |    |   |    |    |    |     |
| 2   | Portuguesa-RJ        | 56  | 29 | 16 | 8 | 5  | 57 | 37 | +20 |
| 3   | Americano            | 48  | 29 | 14 | 6 | 9  | 41 | 36 | +5  |
| 4   | Duque de Caxias      | 32  | 19 | 9  | 5 | 5  | 26 | 20 | +6  |
| 5   | Gonçalense           | 28  | 17 | 7  | 7 | 3  | 21 | 13 | +8  |
| 6   | Goytacaz             | 28  | 17 | 7  | 7 | 3  | 19 | 12 | +7  |
| 7   | Olaria               | 26  | 17 | 8  | 2 | 7  | 24 | 21 | +3  |
| 8   | Angra dos Reis       | 27  | 19 | 7  | 6 | 6  | 21 | 19 | +2  |
| 9   | Sampaio Corrêa-RJ    | 26  | 17 | 6  | 8 | 3  | 23 | 19 | +5  |
| 10  | Queimados FC         | 25  | 17 | 6  | 7 | 4  | 24 | 18 | +6  |
| 11  | São Cristóvão        | 19  | 17 | 6  | 1 | 10 | 22 | 27 | -5  |
| 12  | Audax Rio            | 19  | 17 | 5  | 4 | 8  | 20 | 22 | -2  |
| 13  | São Gonçalo FC       | 19  | 17 | 5  | 4 | 8  | 21 | 29 | -8  |
| 14  | Ceres                | 18  | 17 | 6  | 6 | 5  | 17 | 20 | -3  |
| 15  | Barra da Tijuca      | 18  | 17 | 4  | 6 | 7  | 21 | 23 | -2  |
| 16  | São João da Barra    | 14  | 17 | 3  | 5 | 9  | 14 | 20 | -6  |
| 17  | Barcelona-RJ         | 9   | 17 | 2  | 3 | 12 | 11 | 32 | -21 |
| 18  | Mangaratibense [EXC] | 1   | 17 | 0  | 1 | 16 | 9  | 49 | -40 |

- EXC ^  O Mangaratibense foi excluído da competição, após não comparecer em três partidas, configurando WO. O time foi rebaixado para a Série C de 2016 e foi declarado perdedor por 3 a 0 em todos os jogos após a exclusão.